# Municipio de Coon
El municipio de Coon (en inglés: Coon Township) es un municipio ubicado en el condado de Buena Vista en el estado estadounidense de Iowa. En el año 2010 tenía una población de 172 habitantes y una densidad poblacional de 1,83 personas por km².

## Geografía
El municipio de Coon se encuentra ubicado en las coordenadas 42°41′27″N 94°58′27″O / 42.69083, -94.97417. Según la Oficina del Censo de los Estados Unidos, el municipio tiene una superficie total de 94.16 km², de la cual 94,16 km² corresponden a tierra firme y (0 %) 0 km² es agua.

## Demografía
Según el censo de 2010, había 172 personas residiendo en el municipio de Coon. La densidad de población era de 1,83 hab./km². De los 172 habitantes, el municipio de Coon estaba compuesto por el 98,84 % blancos y el 1,16 % eran de una mezcla de razas. Del total de la población el 0 % eran hispanos o latinos de cualquier raza.